# Shahpur (Sagar)
Shahpur è una suddivisione dell'India, classificata come nagar panchayat, di 12.205 abitanti, situata nel distretto di Sagar, nello stato federato del Madhya Pradesh. In base al numero di abitanti la città rientra nella classe IV (da 10.000 a 19.999 persone).

## Geografia fisica
La città è situata a 23° 54' 24 N e 79° 03' 18 E.

## Società

### Evoluzione demografica
Al censimento del 2001 la popolazione di Shahpur assommava a 12.205 persone, delle quali 6.406 maschi e 5.799 femmine. I bambini di età inferiore o uguale ai sei anni assommavano a 2.061, dei quali 1.063 maschi e 998 femmine. Infine, coloro che erano in grado di saper almeno leggere e scrivere erano 7.160, dei quali 4.449 maschi e 2.711 femmine.